# كولن كووي
كولن كووي (بالإنجليزية: Colin Cowie)‏ هو كاتب ومذيع ورائد أعمال أمريكي، ولد في 3 يناير 1962 في كيتوي في زامبيا.

## وصلات خارجية
- الموقع الرسمي
- كولن كووي على موقع IMDb (الإنجليزية)